# SAYONARA (メアリー・マクレガーの曲)
「SAYONARA」（さよなら）はアメリカの歌手メアリー・マクレガー（シングルジャケット表面での表記は「メアリー・マッグレガー」）が日本で発売したシングル。1981年6月1日発売。
表題曲「SAYONARA」は、映画版『さよなら銀河鉄道999 アンドロメダ終着駅』（東映）のエンディングテーマ曲。作詞はメアリー・マクレガー、作曲はメアリー・マクレガーとブライアン・ウィッカム（Brian Whitcomb）。
B面曲の「LOVE LIGHT」は、同映画のイメージソング（挿入歌として発売されたが、実際には本編未使用）。

## 収録曲
1. SAYONARA
  - 作詞：メアリー・マクレガー、作曲：メアリー・マクレガー、ブライアン・ウィッカム
2. LOVE LIGHT
  - 作詞：メアリー・マクレガー、作曲：ブライアン・ウィッカム、デヴィッド・J.ホルマン（David J. Holman）

## カバー
SAYONARA
- かおりくみこ（冬杜花代子の訳詞による日本語版「さよなら」（シングルジャケット表面での表記は「さ・よ・な・ら」）として1981年8月1日にシングル発売）